# Xe đạp tại Đại hội Thể thao Đông Nam Á 2023 – Băng đồng loại dần Nam
Xe đạp băng đồng loại dần nam tại Đại hội Thể thao Đông Nam Á 2023 được diễn ra vào ngày 8 tháng 5 năm 2023, Xiêm Riệp, Campuchia. 14 vận động viên từ 8 quốc gia khác nhau sẻ tranh tài tại đây.

## Kết quả

### Trình độ
| Xếp hạng | Tuyển thủ                           | Thời gian |
| -------- | ----------------------------------- | --------- |
| 1        | Methasit Boonsane (THA)             | 1:10.298  |
| 2        | Riyadh Hakim Bin Lukman (SGP)       | 1:10.357  |
| 3        | Phunsiri Sirimongkhon (THA)         | 1:11.487  |
| 4        | Khim Menglong (CAM)                 | 1:12.122  |
| 5        | Mark Louwel Antonio Valderama (PHI) | 1:12.286  |
| 6        | Zulfikri Zulkifli (MAS)             | 1:12.731  |
| 7        | Eleazar Tia Barba (PHI)             | 1:13.418  |
| 8        | Zaenal Fanani (INA)                 | 1:13.636  |
| 9        | Muhammad Syawal Mazlin (MAS)        | 1:14.618  |
| 10       | Ihza Muhammad (INA)                 | 1:16.237  |
| 11       | Chhan Chhayfong (CAM)               | 1:16.248  |
| 12       | Joao Bosco Ximenes (TLS)            | 1:18.604  |
| 13       | Nguyen Van Lam (VIE)                | 1:21.127  |
| 14       | Dinh Van Linh (VIE)                 | 1:22.338  |

### Vòng bảng
| Xếp hạng | Tuyển thủ                    | Ghi chú |
| -------- | ---------------------------- | ------- |
| 1        | Methasit Boonsane (THA)      | Q       |
| 2        | Muhammad Syawal Mazlin (MAS) | Q       |
| 3        | Zaenal Fanani (INA)          |         |

| Xếp hạng | Tuyển thủ                           | Ghi chú |
| -------- | ----------------------------------- | ------- |
| 1        | Mark Louwel Antonio Valderama (PHI) | Q       |
| 2        | Khim Menglong (CAM)                 | Q       |
| 3        | Nguyen Van Lam (VIE)                |         |
| 4        | Joao Bosco Ximenes (TLS)            |         |

| Xếp hạng | Tuyển thủ                     | Ghi chú |
| -------- | ----------------------------- | ------- |
| 1        | Riyadh Hakim Bin Lukman (SGP) | Q       |
| 2        | Ihza Muhammad (INA)           | Q       |
| 3        | Eleazar Tia Barba (PHI)       |         |

| Xếp hạng | Tuyển thủ                   | Ghi chú |
| -------- | --------------------------- | ------- |
| 1        | Zulfikri Zulkifli (MAS)     | Q       |
| 2        | Phunsiri Sirimongkhon (THA) | Q       |
| 3        | Chhan Chhayfong (CAM)       |         |
| 4        | Dinh Van Linh (VIE)         |         |

### Bán kết
| Xếp hạng | Tuyển thủ                           | Ghi chú |
| -------- | ----------------------------------- | ------- |
| 1        | Methasit Boonsane (THA)             | BF      |
| 2        | Khim Menglong (CAM)                 | BF      |
| 3        | Mark Louwel Antonio Valderama (PHI) | SF      |
| 4        | Muhammad Syawal Mazlin (MAS)        | SF      |

| Xếp hạng | Tuyển thủ                     | Ghi chú |
| -------- | ----------------------------- | ------- |
| 1        | Zulfikri Zulkifli (MAS)       | BF      |
| 2        | Ihza Muhammad (INA)           | BF      |
| 3        | Phunsiri Sirimongkhon (THA)   | SF      |
| 4        | Riyadh Hakim Bin Lukman (SGP) | SF      |

### Chung kết
| Xếp hạng | Tuyển thủ               | Ghi chú |
| -------- | ----------------------- | ------- |
| 1        | Methasit Boonsane (THA) |         |
| 2        | Khim Menglong (CAM)     |         |
| 3        | Ihza Muhammad (INA)     |         |
| 4        | Zulfikri Zulkifli (MAS) |         |

| Xếp hạng | Tuyển thủ                           | Ghi chú |
| -------- | ----------------------------------- | ------- |
| 5        | Muhammad Syawal Mazlin (MAS)        |         |
| 6        | Riyadh Hakim Bin Lukman (SGP)       |         |
| 7        | Phunsiri Sirimongkhon (THA)         |         |
| 8        | Mark Louwel Antonio Valderama (PHI) |         |